# Родионов, Николай Михайлович
Никола́й Миха́йлович Родио́нов (15 мая 1950, Масловка, Чувашская АССР — 16 февраля 2018, Челябинск) — советский и российский тренер по лёгкой атлетике, специалист по спортивной ходьбе. Работал тренером-преподавателем в Чебоксарском и Новочебоксарском училищах олимпийского резерва, личный тренер ряда титулованных российских ходоков, в том числе Т. Сибилёвой, П. Трофимова, С. Васильевой и др. Заслуженный тренер России (1993).

## Биография
Николай Родионов родился 15 мая 1950 года в деревне Масловка Козловского района Чувашской АССР.
Занимался лёгкой атлетикой в Козловской детско-юношеской спортивной школе, выполнил норматив кандидата в мастера спорта.
В 1980 году окончил Челябинский институт физической культуры, после чего в течение многих лет работал тренером-преподавателем в Чебоксарском среднем специализированном училище олимпийского резерва. В 2003—2007 годах — тренер по спортивной ходьбе в сборной команде Турции. В 2007—2011 годах — тренер Новочебоксарского среднего специального училища олимпийского резерва.
За долгие годы тренерской деятельности подготовил ряд титулованных спортсменов, добившихся высоких результатов в лёгкой атлетике. Среди наиболее известных его воспитанников:
- Татьяна Сибилёва — пятикратная чемпионка России, призёрка Кубка мира, участница Олимпийских игр.
- Пётр Трофимов — чемпион России, победитель Кубка мира, участник чемпионата мира.
- Светлана Васильева — многократная призёрка чемпионатов России, победительница Кубка Европы в командном зачёте[4].

Заслуженный работник физической культуры и спорта Чувашской АССР (1991). Заслуженный тренер России (1993).
В последнее время работал тренером в сборной команде Чувашии по конькобежному спорту.
Умер 16 февраля 2018 года в Челябинске в возрасте 67 лет.